# この道を真っすぐに
『この道を真っすぐに』は、2021年12月22日にJVCケンウッド・ビクターエンタテインメント（現・ビクターエンタテインメント〈二代目〉）より発売された橋幸夫の183枚目のシングルで、12cmCD形式（VICL-37615）で発売された。

## 概要
- 2023年5月3日80歳の誕生日に歌手活動を引退すると発表した橋幸夫のラストシングルとして発売された。合せて「橋幸夫ベストヒット全曲集」も発売となった。
- 本楽曲は、橋自身が「日本の安全を守っている全国の警察官に感謝し応援していきたい」と長年温め、実現したいと考えていた企画としている。[2]
- 橋は、半世紀前の1970年安保闘争の最中の1970年に、川内康範の作詞による警察官、機動隊を応援するメッセージ性の強い楽曲「この世を花にするために」（B面「この道」）を発表しているが、当時は「いろいろ誤解されるかも知れませんが、私は人間応援歌として捉えて」いるとしていた[3]。なおこの2曲は、当時警視庁で機動隊の指揮を執っていた佐々淳行が、警視総監の秦野章に「機動隊の新しい愛唱歌が欲しい」と要望し、秦野が親交のある川内に作詞を依頼したもので、特に「この道」は意図的に「機動隊」という言葉を歌詞から排している[4]。
- 今作は、警察官が社会を守る大切さと大変さを、警察官の息子・娘を持つ親からの目線で綴ったもので、警察官を子に持つ希雄由（のぞみたけよし）が作詞、橋自身が「橋幸夫」名義で作曲を担当している。
- 橋は作曲にあたっては「歌手とは違う別の立場」[5]として、初期には風間史郎（橋主演映画の主人公の名前）を好んで使用し、後には勅使原煌を使用していたが、近年は「花火音頭」「2020音頭（来たれ!希望の新時代）」 「この世のおまけ」など本人名義で発表されることが多い。
- 編曲の矢田部正とはこれまでも何度も共演しており、「「2020音頭（来たれ!希望の新時代）」 「この世のおまけ」も谷田部の編曲である。
- カップリングの「この道」「この世を花にするために」は、1970年の発表曲を、新たに斉藤真也の編曲でセルフカヴァーし、3曲入りのシングルとなっている。

## 収録曲
1. この道を真っすぐに
作詞：希雄由 作曲：橋 幸夫 編曲：矢田部正
2. この道
作詞：川内康範 作曲：猪俣公章 編曲：斉藤真也
3. この世を花にするために
作詞：川内康範 作曲：猪俣公章 編曲：斉藤真也
4. この道を真っすぐに（オリジナルカラオケ）
5. この道（オリジナルカラオケ）
6. この世を花にするために（オリジナルカラオケ）

## 収録アルバム
アルバム未収録